# Naser Orić
Naser Orić (3. ožujka 1967.) brigadir Armije RBiH i zapovjednik obrane Srebrenice tijekom rata u BiH.

## Vojna karijera
Naser je obavezni vojni rok u SFRJ odslužio tijekom 1985. i 1986. godine kao pripadnik AKBO JNA. Iz JNA je izašao s činom desetnika. 1988. polazio je šestomjesečni tečaj za policajca u Zemunu. Pripravnički staž odslužio je u Beogradu. Dvije godine pohađa tečaj za specijalca. Potom je, kao pripadnik posebne jedinice za specijalne zadatke MUP-a Srbije poslan na Kosovo . Po povratku postaje tjelohranitelj Slobodana Miloševića i sudjeluje u uhićenju Vuka Draškovića. 5. kolovoza 1991. godine raspoređen je u postaju javne sigurnosti u sarajevskoj Ilidži, odakle je krajem 1991. godine premješten u Srebrenicu. Zapovjednikom postaje u Potočarima postaje 8. travnja 1992. godine. Nedugo zatim, tamo je osnovana teritorijalna obrana, a Naser postaje zapovjednikom. Iste godine, u mjesecu lipnju, imenovan je i zapovjednikom Teritorijalne obrane Srebrenice, te s tom funkcijom sudjeluje kao član Ratnog predsjedništa BiH 1. srpnja 1992. godine. Krajem godine, pod nadležnost mu spada veće geografsko područje, u koje ulaze i općine Bratunac, Vlasenica i Zvornik. 
1. siječnja 1994. godine, sve jedinice pod zapovjedništvom Nasera Orića preimenovane su u "Komandu 8. operativne grupe "Srebrenica" Armije Republike Bosne i Hercegovine". 12. srpnja iste godine unaprijeđen je u brigadira. Početkom 1995. godine, njegova 8. operativna grupa postala je 28. divizija 2. korpusa Armije RBiH, a on ostaje njenim zapovjednikom sve dok u svibnju 1995. godine nije napustio Srebrenicu.

## Suđenje u Haagu
Haaški sud ga je 30. lipnja 2006. osudio na dvije godine zatvora za indirektnu odgovornost ratnog zločina ubojstva 7 i mučenje 11 srpskih zarobljenika u razdoblju od 1992. do 1993. godine. Kako je u sudskom pritvoru proveo tri godine, dva mjeseca i 21 dan, nakon donošenja presude pušten je na slobodu. Dana 3. srpnja 2008. godine međunarodni sud u Haagu pravomoćnom je odlukom oslobodio Orića svih optužbi.

## Poslije puštanja iz Haaga
Nasera Orića je policija BiH uhitila 3. listopada 2008. Optužen je u studenom 2008. za iznudu 240 000 konvertibilnih maraka i ilegalno posjedovanje oružja.
Srpski Interpol je, 2. veljače 2014., izdao uhitbeni nalog na zahtjev srpskog ministarstva pravosuđa za ratne zločine počinjene protiv srpskih civila 1992., u selima oko Srebrenice.
Švicarska policija je 10. lipnja 2015. uhitila Nasera Orića prema tjeralici srpskog ministarstva pravosuđa jer se sumnjiči za zločine nad Srbima u Podrinju 1992. godine.

## Vanjske poveznice
- http://www.icty.org/x/cases/oric/cis/en/cis_oric_en.pdf ICTY Case Information Sheet, (engl.)